# Arjut
Arjut (en arménien Արջուտ) est une communauté rurale du marz de Lorri en Arménie. Comprenant également la localité d'Arjut kayaranin kits, elle compte 1 432 habitants en 2008.